# Cyclopeltis orbicularis
Cyclopeltis orbicularis är en svampart som beskrevs av Petr. 1953. Cyclopeltis orbicularis ingår i släktet Cyclopeltis och familjen Micropeltidaceae.   Inga underarter finns listade i Catalogue of Life.